# Katastrofa kolejowa w Rzepinie
Katastrofa kolejowa w Rzepinie – domniemany wypadek kolejowy, który jakoby miał wydarzyć się 9 lutego 1952 roku. Kwestionuje się zaistnienie tego wypadku ze względu na brak wiarygodnych informacji. W wypadku miało zginąć od 150 do 160 osób.
Artykuł o wypadku kolejowym został opublikowany w dzienniku amerykańskim The Arizona Republic. Według dziennika, w wypadku zginęło 160 sowieckich żołnierzy. O katastrofie pisał także dziennik brytyjski The Guardian.
W 2009 roku pojawiła się inicjatywa postawienia pomnika ku czci ofiar, jednak z braku potwierdzenia autentyczności wypadku nie doszło do realizacji inicjatywy.